# Fatoumata Camara
Fatoumata Yarie Camara (ur. 15 lutego 1996) – gwinejska zapaśniczka walcząca w stylu wolnym. Olimpijka z Tokio 2020, gdzie zajęła dwunaste miejsce w kategorii 57 kg.
Jedenasta na mistrzostwach świata w 2019. Dziewiąta w indywidualnym Pucharze Świata w 2020. Brązowa medalistka igrzysk afrykańskich w 2019. Trzecia na mistrzostwach Afryki w 2022 i 2023; czwarta w 2019. Wicemistrzyni igrzysk solidarności islamskiej w 2021. Dziewiąta na igrzyskach wojskowych w 2019 roku.